# Instituto Politécnico de Lisboa
El Instituto Politécnico de Lisboa ( en portugués: Instituto Politécnico de Lisboa, sigla IPL ) es un centro público de educación superior con sede en Lisboa, capital de Portugal. Fundado en 1986, es una de las instituciones más grandes de su tipo en Portugal. La universidad ofrece títulos de licenciatura ( licenciatura ), maestría ( mestrado ) y posgrado ( pós-graduação ) en los campos de ingeniería, administración de empresas, salud, educación, comunicación, música, cine y danza.

## Escuelas
El Instituto Politécnico de Lisboa consta de seis escuelas y dos institutos de educación superior, todos ellos distribuidos por toda Lisboa. Las escuelas que componen el IPL son las siguientes:

### ISEL - Instituto Superior de Ingeniería de Lisboa
El Instituto Superior de Ingeniería de Lisboa (ISEL) es una prestigiosa escuela pública de ingeniería fundada en Lisboa en 1852. Ofrece programas de grado y posgrado en diversas disciplinas de ingeniería, como ingeniería civil, mecánica, eléctrica, informática y química.
La escuela prioriza la formación práctica y el conocimiento teórico, fomentando la innovación y la experiencia técnica. ISEL goza de gran prestigio por sus iniciativas de investigación y sus sólidas conexiones con el sector de la ingeniería.

### ISCAL - Instituto Superior de Contabilidad y Administración de Lisboa
El Instituto Superior de Contabilidad y Administración de Lisboa (ISCAL) es una prestigiosa institución pública lisboeta especializada en formación en negocios, contabilidad y gestión. ISCAL ofrece programas de grado y posgrado en áreas como contabilidad, finanzas, gestión y tributación.
Fundada en 1759, ISCAL es una de las instituciones de su tipo más antiguas de Portugal y es reconocida por su énfasis en la formación práctica y relevante para el sector. Mantiene fuertes vínculos con el mundo empresarial, preparando a sus estudiantes para carreras profesionales exitosas en los sectores corporativo y financiero.